# سلالة بالافا
سلالة بالافا (بالإنجليزية: Pallava Dynasty)، سلالة هندية ظهرت منذ عام 275 وحتى عام 897 ميلادي، حكمت جزءًا من جنوب الهند. وقد اكتسبت مكانةً بارزةً بعد زوال أسرة ساتافاهانا التي عملوا لديهم كمُقطعين (إقطاعية).
شكَّلت سلالة بالافا قوة رئيسية خلال عهد ماهيندرافارمان الأول (571 – 630 ميلادي) وأيضًا خلال عهد ناراسيمافارمان الأول (630 – 668 ميلادي) وسيطرت على المناطق التابعة لمجموعة التيلوغويون وشمال منطقة تاميلاكام لمدة 600 عام حتى نهاية القرن التاسع. خلال فترة حكمها، دخلت في صراع مستمر ضد سلالة تشالوكيا الحاكمة من بادامي في الشمال وممالك تاميل مثل سلالة تشولا الحاكمة والبانديائيون في الجنوب. وفي نهاية المطاف، هُزمِت سلالة بالافا على يد حاكم تشولا أدتيا الأول في القرن التاسع الميلادي.
يُشتهر أفراد البالافا بنمطهم المتميز للهندسة المعمارية، وأفضل مثال على ذلك هو معبد شور، الذي يُعدّ موقع تراث عالمي ضمن قائمة اليونسكو في مدينة مالمالابورام. وقد أنشأ أفراد بالافا، الذين تركوا ورائهم العديد من المنحوتات والمعابد الرائعة، أُسس الهندسة المعمارية في جنوب الهند خلال فترة العصور الوسطى. وقد طوروا نص البالافا الذي من خلاله اشتُق نص غرانثا. وقد أدَّى نص البالافا إلى ظهور العديد من النصوص الأخرى في جنوب شرق آسيا. زار الرَّحالة الصيني تشيونتسانغ مدينة كانتشيبورام خلال فترة حكم سلالة بالافا وامتدح تدابيرهم وإجراءاتهم.

## أصل الكلمة
تعني كلمة بالافا الزاحف أو فرع في اللغة السنسكريتية. أُطلق عليهم أيضًا اسم توندايار المشتقة من كلمة توندي، أي الزاحف في اللغة التاميلية.

## الأصول

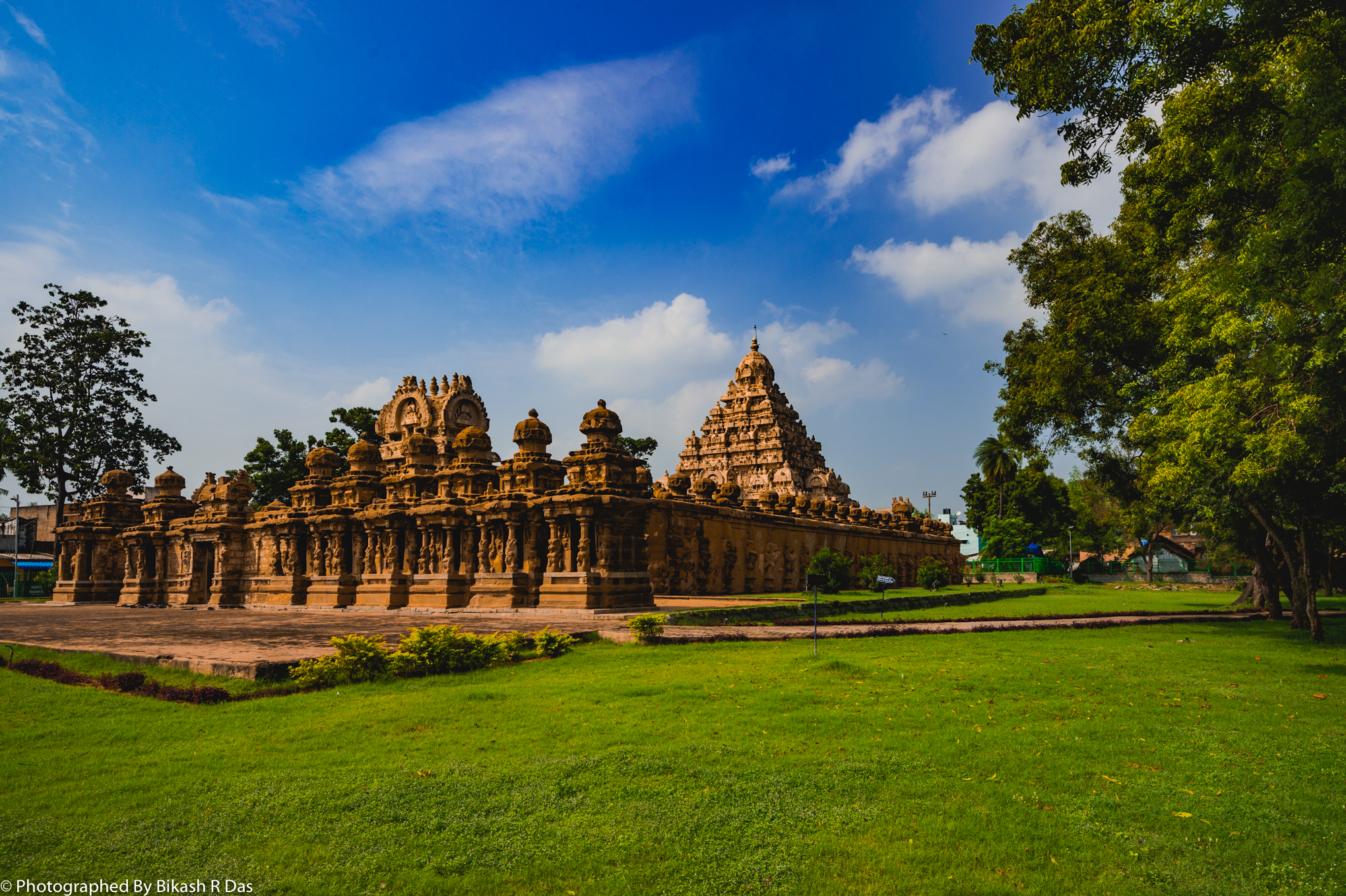
معبد كانشيبورام كايلاساناثا، المخصص لشيفا، فترة بالافا، أوائل القرن السابع

كثيرًا ما ناقش العلماء والمؤرخين أصول نشأة سلالة بالافا. تشمل المواد التاريخية المُتاحة ثلاثة أحافير لنقوش نحاسية لسيفاسكاندافارمان في الربع الأول من القرن الرابع الميلادي، صُنعت جميعها في مدينة كانتشيبورام ولكنها وُجدت في أجزاء مختلفة من ولاية أندرا برديش ونقش آخر لسيمهافارمان قبل نصف قرن في بالانادو في منطقة غونتور الغربية. توجد جميع الوثائق الأولى في براكريت، ويجد العلماء العديد من أوجه التشابه بين علم الكتابات القديمة ولغة سلالة ساتافاهانا والإمبراطورية الماورية. يُعتقد أن عملتهم النقدية الأولى مشابهة لتلك المُستخدمة لدى سلالة ساتافاهانا. وقد نشأت نظريتان رئيسيتان بحسب هذه البيانات: تقول الأولى بأن سلالة بالافا تُعدّ فرع من شعب ساتافاهانا في أندهراديسا (المنطقة الشمالية من نهر بينا في أندرا برديش الحديثة) ثم توسَّعت جنوبًا إلى كانشي، أما النظرية الثانية فمفادها بأن البالافا قد وصلت إلى السلطة في كانشي ثم توسَّعت شمالًا حتى نهر كريشنا.
من بين أنصار نظرية المنشأ التي طرحها أندرا، المؤرخين إس. كريشناسوامي أيانغار وكيه.إيه. نيلاكانتا ساستري. وهم يعتقدون أن سلالة بالافا كانت في الأصل بمثابة عدو لسلالة ساتافاكانا في الجزء الجنوبي الشرقي من إمبراطوريتهم التي أصبحت مستقلة عندما انحسرت قوة ساتافاهانا. يُوصف البالافا بأنهم «غرباء عن دولة التاميل» ولا تربطهم أي صلة بسلالات تشيرا القديمة أو بانديا أو تشولا. بما أن نقوش سيهافارمان لا تحمل أي عناوين ملكية، فهم يعتقدون أن أفراد البالافا كانوا أتباعًا لسلالة أندرا إيكشفاك حاكم أندهراديسا في ذلك الوقت. وفي منتصف القرن التالي، حصلت سلالة بالافا على استقلالها وتوسعت حتى كانشي.
ثمَّة نظرية أخرى طرحها المؤرخان آر. ساثياناثير ودي. سي. سيركار بتأكيد من المؤرخين هيرمان كولك وديتمار روثيرموند وبورتون شتاين. يُشير سيكار بأن سلالة بالافا انحدرت في الأصل من شخص يُدعى أشوتاما، وهو المحارب الأسطوري من ماهابهاراتا، بزواجه من أميرة ناغا. ووفقًا لبطليموس، وقعت منطقة أروفاندو بين نهري بينر الشمالي والجنوبي (بينا وبونيار) تحت حكم الملك ياساروناغا منذ حوالي عام 140 ميلادي. باتحادها مع سلالة ناغا، وضعت البالافا سيطرتها على المنطقة حول نهر كانشي. بينما اقترح سيركار بأن البالافا قد وصلوا إلى الحكم في الجزء الجنوبي الشرقي من المنطقة التي أصبحت مستقلة عندما انحسرت قوة ساتافاهانا الذين نظروا إليهم على أنهم السكان الأصليين لمنطقة تونداماندالام (مركز منطقة أروفاندو). وناقش أيضًا بأنه لمن الممكن أنهم تكيَّفوا مع أسلوب ونمط حياة الهنود الشماليين تحت حكم موريان أشوكا. وقد ربط اسم بالافا مع «بوليندا» الذين اشتُهر منهم «بولينداو» و «بوليروكوتان» في المنطقة.
وفقًا للمؤرخ سي. في. فيديا، فهو يعتبر أن سلالة بالافا هي في الأصل من الماهاراشتريان أريان ممن تحدثوا لغة الماهاراشتية البراكريتية لعدة قرون وبالتالي احتفظوا بها حتى بعد نشوء اللغة الدرافيدانية. يُقال إنهم كانوا من «المراثيون» لأن أسمائهم مازالت محفوظة ضمن اسم عائلة مراثا تحت اسم «بالافي» (وهو مجرد لفظ براكريتي من بالافا). ثمَّة تأكيد آخر مفاده أن سلالة غوترا من البالافا المراثيين كانت تحت حكم بارادجا، وهو الشخص ذاته الذي ورد في سجلات البالافا.
وُضعت هذه النظريات ضمن فرضية أخرى طرحها المؤرخ ساثياناثير والتي تدعي بأن اسم «بالافا» مشتق من باهالافا (مصطلح سنسكريتي للبارثيين). وفقًا لهذا المؤرخ، فإن التأييد الجزئي للنظرية يمكن أن يُستمد من تاج على شكل رأس فيل مرسوم على بعض المنحوتات، وهو ما يبدو وكأنه يشبه تاج ديمتريوس الأول.

## الألقاب
ساد العرف الملكي الذي يتم من خلاله استخدام سلسلة من العناوين الوصفية والألقاب بشكل خاص بين أفراد البالافا. وتوجد الألقاب الخاصة بـ ماهندرافارمان الأول في اللغات السنسكريتية والتاميلية والتيلوجو. تُظهر النصوص التيلوجوية اهتمام ماهندرافارمان الكبير بمنطقة أندرا في الوقت الذي كان يبني فيه معبدًا في منطقة تاميل. استُخدمت اللاحقة «مالا» من قِبَل حكام البالافا. استخدم ماهندرافارمان الأول لقب، ساترومالا، «المحارب الذي يطيح بأعدائه»، وأُطلق على حفيده باراميسفارا الأول لقب إيكامالا، «المصارع أو المحارب». اشتُهر ملوك البالافا، الذين يفترض بأنهم كانوا من الحكام الجليلين، باسم ماهامالا («المصارع العظيم»).